# Corps Neoborussia Halle
Das Corps Neoborussia Halle war eine Studentenverbindung in Halle (Saale). Im 19. Jahrhundert waren die meisten Mitglieder evangelische Theologen und Philologen, darunter viele Gymnasialprofessoren an bedeutenden Schulen.

## Geschichte

### Gründung
Neoborussia wurde am 3. August 1849 von zehn aus der Progessverbindung Salingia ausgetretenen Mitgliedern gestiftet, die mit der Duellauffassung der übrigen Salinger nicht konform gingen.
Man wählte für Burschen die Farben rosa-schwarz-weiß-schwarz und Füchse rosa-schwarz mit silberner Perkussion, die nach Hallenser Art von unten gelesen wurden. Der Wahlspruch war das preußische „Suum cuique neu numerentur hostes“.
Neoborussia war nicht nur durch ihren Namen und das ungewöhnliche vierfarbige Band in Halle auffällig, sondern unterschied sich auch als Korporation von den übrigen Verbindungen. Einerseits waren die Prinzipien denen der Corps ähnlich, weshalb von anderen schon kurz nach Stiftung mit einem Übertritt zum SC gerechnet wurde, die Mitglieder stemmten sich jedoch gegen deren Exklusivität. Andererseits war Neoborussia feindlich gegenüber dem Progress und allem Politischen.

### Verbindung, Corps oder Landsmannschaft
Dennoch trat Neoborussia schon 1850 dem Deputierten-Convent (DC) bei, der als Gegengewicht zum Hallenser Senioren-Convent (SC) fungierte, vermittelte aber ihrer Zwischenstellung geschuldet nicht selten zwischen beiden Parteien.
Dass die Vermutung, Neoborussia würde zum SC übertreten, nicht ganz unbegründet war, zeigte sich darin, dass 1855 der Antrag Corps zu werden nur mit einer Stimme scheiterte und daraufhin unter Führung des stud. theol. Adolf Stöcker dreizehn Neupreußen den Bund verließen, weil sie die Mensur befürworteten. Die Dissidenten rekonstituierten das von SC wegen suspendierte Corps Borussia Halle.
Die übrigen Neupreußen blieben bei der unbedingten Satisfaktion, näherten sich aber weiterhin keiner genaueren Verbindungsform an.
Im August 1856 wurde ein befreundetes Verhältnis mit Plavia Leipzig geschlossen, welches im März 1857 zu einem Kartell erweitert wurde und bis heute als Keimzelle des Silberkartells gilt.

### Die Zeit im Coburger LC
Nachdem sich der DC in Halle aufgelöst hatte, drängten die Verhältnisse zu einem Anschluss an einen Verband. Da der SC zu dieser Zeit sehr schwach war, entschied sich Neoborussia am 26. April 1872 dazu, Landsmannschaft zu werden, und schloss sich zu Pfingsten dem Coburger Landsmannschafter Convent an, der 1868 unter großer Mitwirkung der Teutonia Halle als Allgemeiner Landsmannschafts-Convent gegründet worden war. Die in den Verband gesetzten Hoffnungen schienen sich in den ersten Jahren zu erfüllen. Im Jahr 1877 kam es allerdings zu ernsten Spannungen innerhalb des Coburger LC, in dessen Folge einige Landsmannschaften den Verband verließen und sich zu Corps erklärten. Nachdem der Verband dadurch auf wenige Mitgliedsbünde geschmolzen war, stellte Neoborussia schließlich 1877 den Antrag ihn aufzulösen.
Eine erneute Überlegung, es Teutonia Halle gleichzutun und Corps zu werden, wurde verworfen, da zu dieser Zeit die Unterschiede zwischen den „alten“ und „neuen“ Corps offen zu Tage traten und man befürchtete, als jüngstes Corps ins Hintertreffen zu geraten.
Stattdessen bemühte man sich um weitere Verhältnisse, erneuerte das zuvor wegen des Beitritts zum Coburger LC aufgegebene Verhältnis zu Littuania Königsberg und schloss ein inoffizielles Verkehrsverhältnis mit Normannia Berlin und zwei Freundschaftsverhältnisse mit Makaria Würzburg und Guestphalia Marburg.
Zunächst bestand bei Neoborussia kein Interesse an der Erneuerung des Coburger LC, da dies erneut die Aufgabe von Verhältnissen bedeutet hätte, die dem Verband nicht beigetreten wären. Als die übrigen Landsmannschaften den Erhalt selbiger zusicherten, beteiligte sich Neoborussia schließlich am 10. Januar 1882 an einer Rekonstitution des Verbandes.

### Übertritt zum Kösener Senioren-Convents-Verband

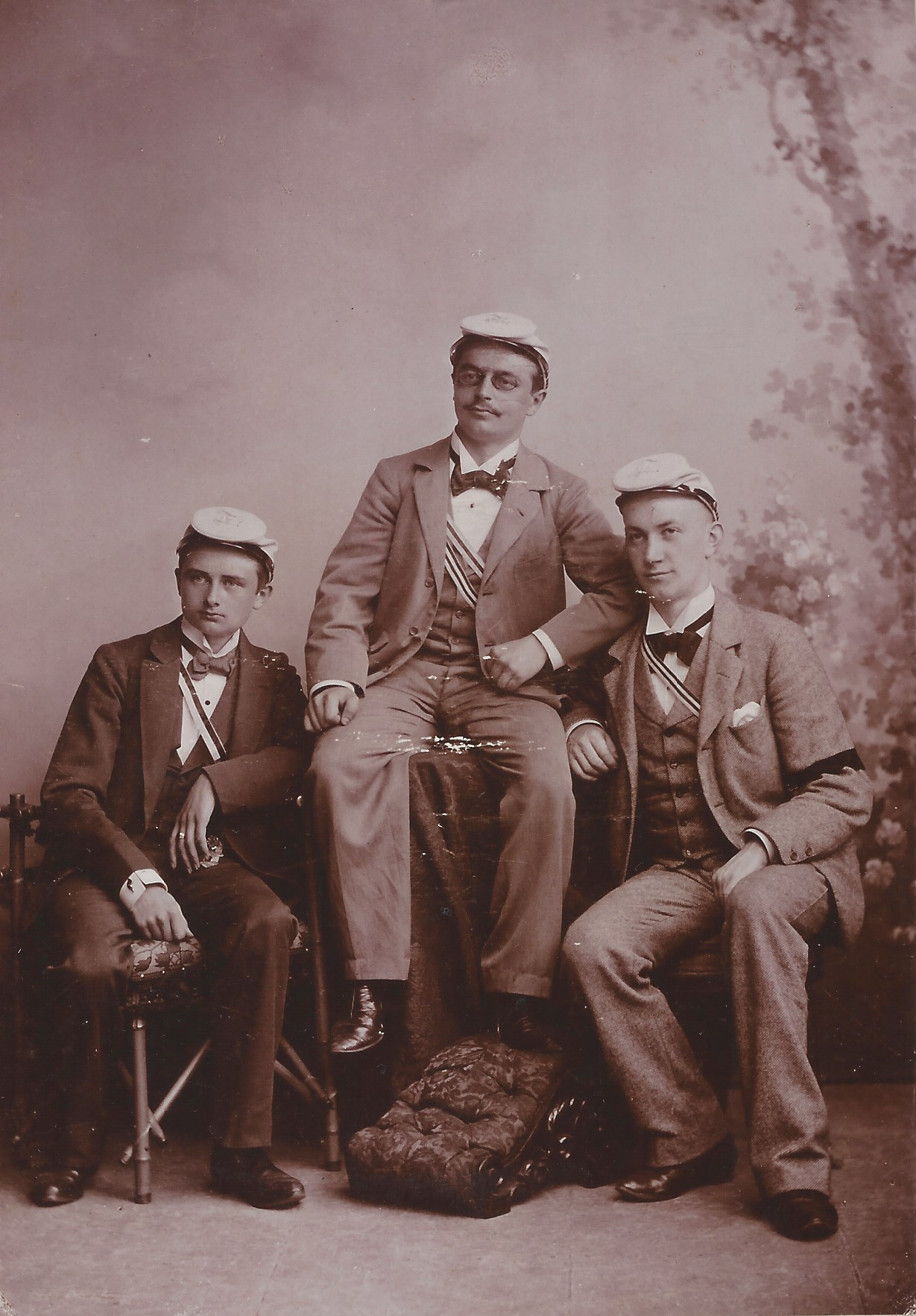
Drei Aktive Neupreußen zur Zeit des Übertritts in den KSCV: Kickton 1, Bauer und Märcker, der sich 1898 auf der Kneipe das Leben nahm (v. l. n. r.)

Aus Sicht Neoborussias nahm der Verband in den ersten Jahren eine positive Entwicklung. Dies änderte sich jedoch, als zahlreiche Verbindungen des Goslarer Chargierten-Convents in den LC übernommen wurden, denen es aus Sicht der Neoborussia an Zucht und Tradition mangelte, da zahlreiche der Alten Herren dieser Korporationen weder gefochten, noch Couleur getragen hatten. Die zahlenmäßige Überlegenheit dieser neuen Landsmannschaften machte sich im Verband zunehmend bemerkbar und es kam 1897 zum sogenannten L.C.-Krach, im Zuge dessen die Aktiven der Neoborussia entschieden aus dem Verband auszuscheiden.
Am 8. November nahm Neoborussia die Bezeichnung „Corps“ an und renoncierte ab dem 15. November 1897 beim Hallenser Senioren-Convent. Die Verhältnisse mit Plavia Leipzig, Verdensia Göttingen, Thuringia Berlin, Suevia Jena und Makaria Würzburg wurden in diesem Zuge gelöst.
Der Alleingang der Aktiven stieß bei manchem Alten Herren auf Kritik. Von den knapp 250 lebenden Neupreußen legten 15 ihr Band nieder, zehn blieben als Mehrbändermänner bei ihrer Mutterkorporation und einige wenige wollten dem SC nicht beitreten, aber das Band behalten. Unter den Letztgenannten befanden sich ca. 10–15 Neupreußen, die eine „AH-Vereinigung der suspendierten Landsmannschaft“ bildeten. Die übrigen über 200 Neupreußen akzeptierten den Übertritt zum SC und unterstützten das aktive Corps.
Die rechtmäßige Fortführung der Tradition und das Eigentum am Inventar wurde darüber hinaus von niemandem bestritten und Neoborussia wurde am 6. Mai 1898 in den SC recipiert.
Der Senior Leberecht Märcker hatte den Alten Herren beim Übertritt zum SC versprochen, dass auch sie in ihrer Gesamtheit in den Kösener Senioren-Convents-Verband übernommen würden, wie es zuvor bei Littuania Königsberg und Makaria Würzburg genehmigt worden war. Auf Anraten des Gesamtausschusses des VAC zog Neoborussia einen entsprechenden Antrag auf dem oKC 1898 allerdings zurück. Märcker, der seinem Gefühl nach sein Ehrenwort verpfändet hatte, nahm sich daraufhin am 29. Mai 1898 mit einer Duellpistole auf der Kneipe das Leben. Neben dem starken Einsatz des Hallenser SC und zahlreicher Altherrenvereinigungen wurden die Alten Herren auch aufgrund dieses tragischen Geschehens 1899 in den KSCV übernommen.
Das Fehlen eines eigenen Hauses und die allgemein schlechte Nachwuchslage in Halle führten schließlich dazu, dass Neoborussia am 21. April 1903 zum ersten Mal suspendieren musste.

### Auseinandersetzung mit der Landsmannschaft

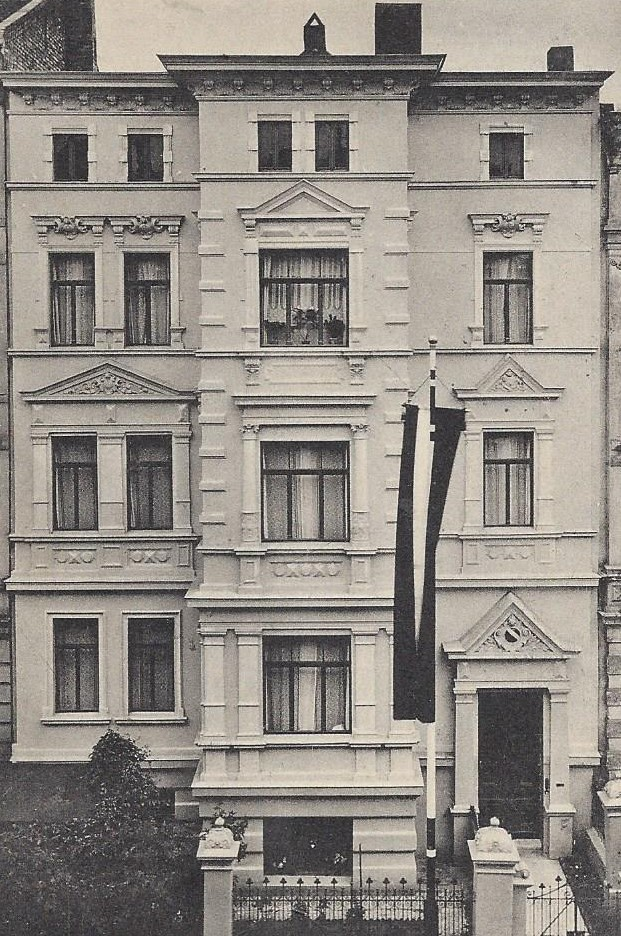
Corpshaus in der Hohenzollernstraße 37

Die Reihen der „Treugebliebenen“ hatten sich mittlerweile durch die Aufnahme von Mitgliedern von Verhältnissen und Bandrückgaben an ehemals entlassene Füchse und dimittierte Verbindungsbrüder verstärkt. Der Umstand, dass das Corps versäumte, die Schutzfrist für Farben, Zirkel, Namen und Wappen verlängern zu lassen, wurde ihrerseits im Wintersemester 1907/08 genutzt und man rekonstituierte die „Landsmannschaft Neoborussia Halle“. Der Einspruch des Corps bei den Universitätsbehörden änderte daran nichts, verstärkte aber den Willen eine eigene Rekonstitution durchzuführen, welche mit Unterstützung von Littuania Königsberg und Borussia Greifswald am 1. Mai 1913 gelang.
Dem Widerspruch der Landsmannschaft Neoborussia konnte das Corps formal nicht viel entgegensetzen und musste in der Folge Zirkel, Wahlspruch und Farben verändern. Das Verhältnis der nunmehr namensgleichen Korporationen am selben Ort war in den folgenden Jahren von Reibereien geprägt. Um den Anspruch auf die Tradition der Neoborussia zu untermauern, schmückte die Landsmannschaft ihre Kneipe und später ihr Haus mit Bildern aus früherer Zeit, die zum größten Teil Mitglieder zeigte, die mit den Aktiven zum SC übergetreten waren.
Kurz nach der Rekonstitution wurde ein eigenes Corpshaus in der Hohenzollernstraße 37 (heute Robert-Blum-Straße) eingeweiht, das dem Corps fortan als Lebensmittelpunkt diente. Ebenso wurde das Verhältnis zu Littuania, welches damals nur durch deren Übertritt zum SC unterbrochen wurde, erneuert.

### Weimarer Republik

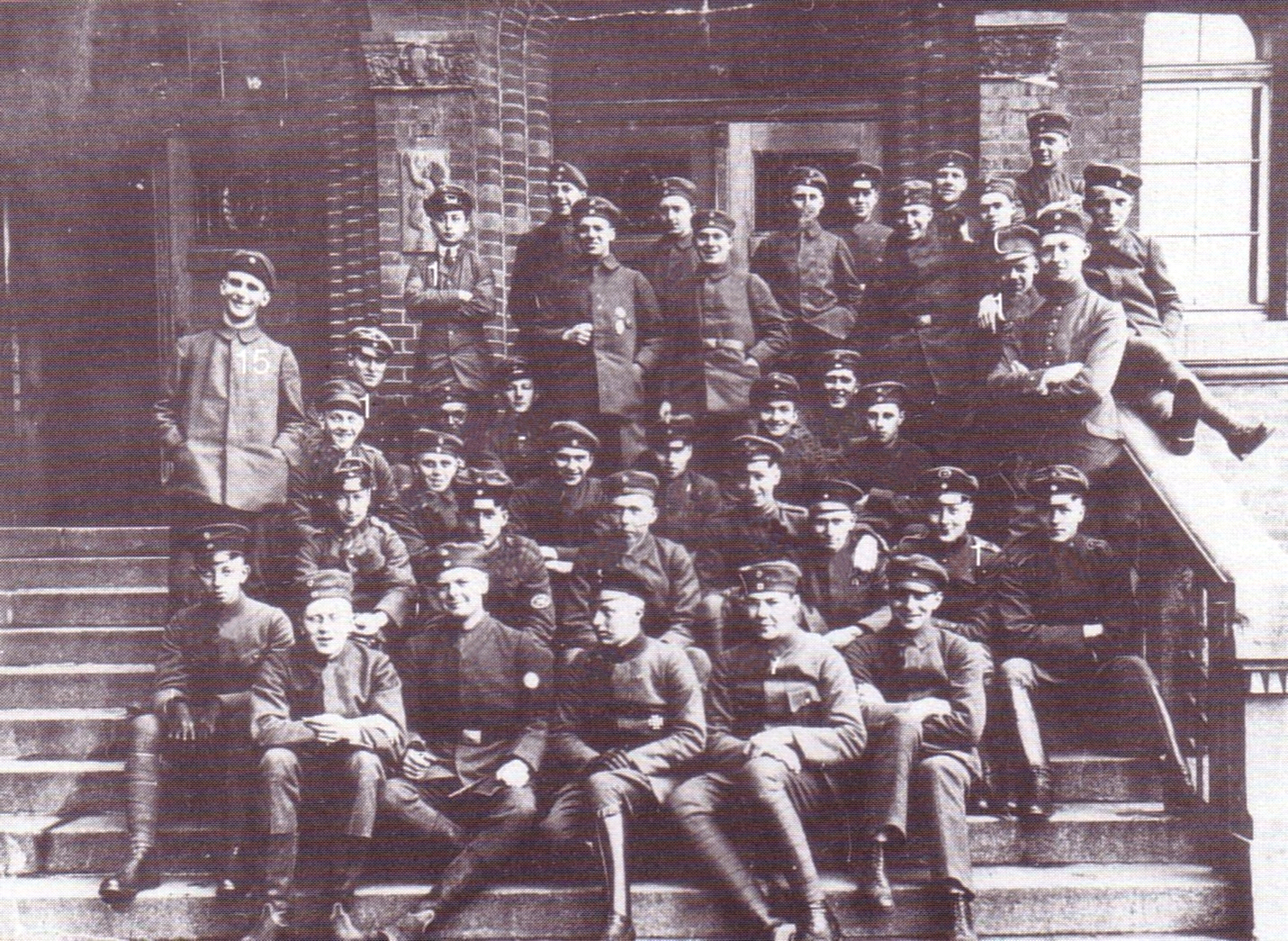
Hallenser Zeitfreiwillige mit 10 Neupreußen (1920)

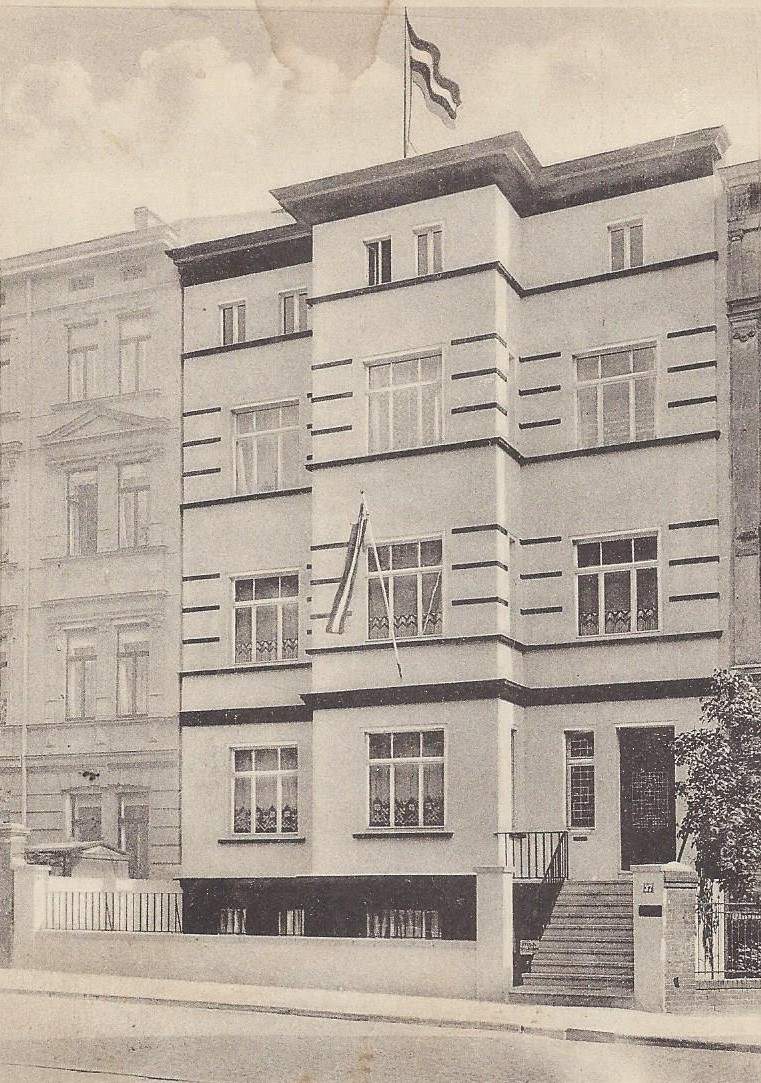
Neoborussias Corpshaus nach dem Umbau

Der bald folgende Erste Weltkrieg stellte das Corps vor ernste Schwierigkeiten. Trotz des Umstands, dass die meisten Aktiven im Feld standen, konnte man die Aktivität in Halle aufrechterhalten und darüber hinaus neue Corpsbrüder gewinnen.
Im Anschluss an den Krieg beteiligten sich 10 Neupreußen als Zeitfreiwillige an der Niederschlagung des Kommunistenaufstandes. Dabei ließ der Neupreuße Rudolf Schwenke am Eislebener Bahnhof sein Leben.
Nachdem das Verhältnis mit Littuania 1921 zum Kartell aufgewertet wurde und der Kösener das Stiftungsdatum von 1849 offiziell anerkannte, brachen gute Zeiten für Neoborussia an und man konnte bis einschließlich 1932 insgesamt über achtzig Corpsbrüder recipieren.
Nach dem Bruch des Kartells 1926 schloss man 1927 ein Freundschaftsverhältnis mit Ratisbonia München. Zwei Jahre später erfolgte ein weitreichender Umbau des Corpshauses.

### Aufnahme der Aktiven des Corps Salingia Halle
Im Jahre 1930 versuchte das Corps Salingia Halle eine Rekonstitution, die zunächst vom Hallenser SC nicht anerkannt wurde. In der folgenden Streitigkeit vom Vorort und der Statutenkommission unterstützt, unterlag Salingia schlussendlich mit einer Stimme auf dem Kösener Congreß 1931 und wurde nicht als Fortsetzung der 1882 suspendierten Salingia anerkannt. Die aktiven Salinger traten daraufhin zu Neoborussia über, die ursprünglich aus Salingia entstanden war. Diese Entwicklung, bei der die Tradition einer älteren Korporation von einer jüngeren aus ihr entstandenen übernommen wurde, ist in der Geschichte der deutschen Studentenverbindungen einmalig.

### Drittes Reich und Nachkriegszeit
Dem Druck der politischen Verhältnisse nach 1933 konnte sich Neoborussia nicht lange beugen. Als letztes Hallenser Corps suspendierte Neoborussia am 27. Oktober 1935 und ging nach dem Zweiten Weltkrieg zusammen mit Guestphalia, Saxonia, Borussia und Teutonia Halle, sowie Palaio-Alsatia Straßburg in der am 10. Dezember 1949 gestifteten Saxonia Frankfurt auf. Das spätere Ehrenmitglied von Neoborussia und Saxonia Werner Hartwig gab für die Stiftung den entscheidenden Anstoß. Neoborussia gilt seit dem 20. Mai 2001 als erloschen und hat heute noch zwei lebende Mitglieder, die das Band als Altherrensöhne verliehen bekommen haben.

## Verhältnisse
Durch die wechselvolle Geschichte der Neoborussia wurden zahlreiche Verhältnisse mit den unterschiedlichsten Verbindungen geschlossen und wieder gelöst. Es bestanden Verhältnisse mit den folgenden Korporationen:
- Plavia Leipzig (Kartell 1857–1897)
- Littuania Königsberg (Freundschaftsverhältnis 1864/65–1872, erneuert 1877–1894, erneuert 1913/Kartell 1921–1926)
- Marcomannia Breslau (Freundschaftsverhältnis 1865/Kartell 1867–1868)
- Alemannia Berlin (Kartell 1867–1868)
- Troglodytia Kiel (Verhältnis 1868/Kartell 1873–1897)
- Normannia Berlin (inoffizielles Verkehrsverhältnis 1878–1884)
- Makaria Würzburg (Freundschaftsverhältnis 1878–1897)
- Guestphalia Marburg (Freundschaftsverhältnis 1878–1880)
- Verdensia Göttingen (Freundschaftsverhältnis Abschluss unklar–1897)
- Palaiomarchia Berlin (Freundschaftsverhältnis 1883–1887)
- Thuringia Berlin (Freundschaftsverhältnis 1895–1897)
- Suevia Jena (Freundschaftsverhältnis 1895–1897)
- Ratisbonia München (Freundschaftsverhältnis ab 1927)

## Bekannte Mitglieder

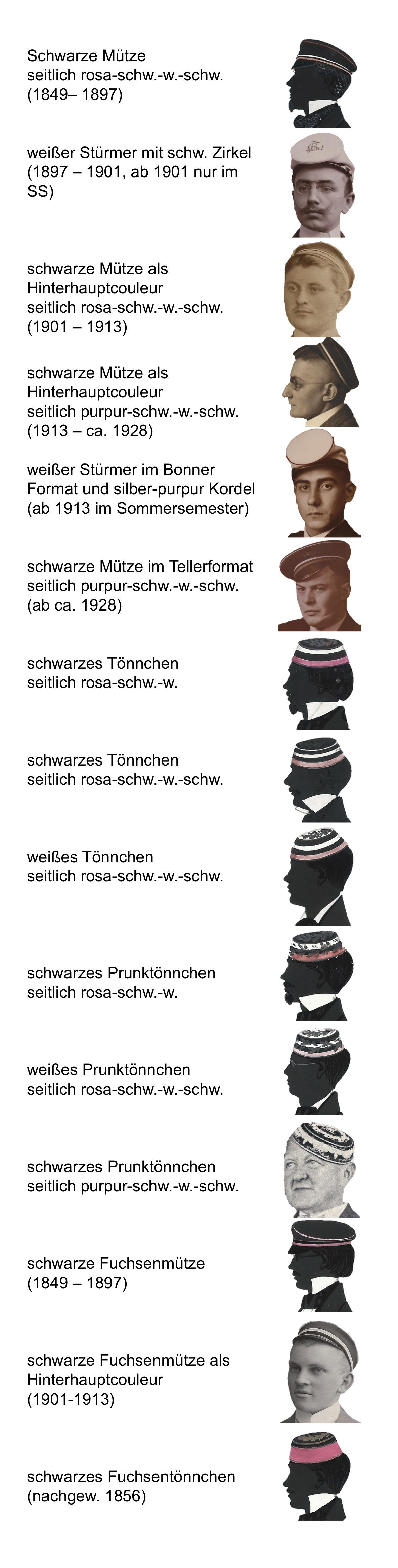
Die unterschiedlichen Kopfbedeckungen der Neoborussia Halle

### Philologen
- Bernhard Todt (1829–1891), Altphilologe und Gymnasiallehrer, Provinzialschulrat in Hannover und Magdeburg, Stifter des Corps
- Gustav Belbe († 1912), Gymnasialprofessor am Stephaneum in Aschersleben[23]
- Georg von Curds († 1909), Gouverneur des Kadettenkorps
- Reinhard Dreist († 1926), Professor am Schiller-Gymnasium Stettin[24]
- Oskar Geith († 1945), Professor am Gelehrtenschule des Johanneums[25]
- Theodor Götschmann († 1912), Professor am Elisabet-Gymnasium (Breslau)[25]
- Albert Gombert († 1908), Professor am König-Wilhelms-Gymnasium Breslau[25]
- Albert Haase († 1910), Professor am Martin-Luther-Gymnasium Eisenach[26]
- Richard Hasper († 1898), Prorektor des Domgymnasiums Naumburg
- Fritz Hermann († 1902), Direktor am Ulrichsgymnasium Norden[26]
- Clemens Hüttig († 1925), Gymnasialprofessor und Ehrenbürger in Görlitz[26]
- Oskar Jänicke (1839–1874), Germanist[27]
- Friedrich Lambert († 1936), Professor an den Franckeschen Stiftungen[28]
- Ferdinand Leder († 1908), Gymnasialprofessor in Arnstadt
- Pail Leske († 1884), Oberlehrer an der Ritterakademie Brandenburg
- Adolf Lipsius († 1922), Rektor der Luisen-Schule Breslau
- Ernst Nöldechen († 1894), Professor am Domgymnasium Magdeburg
- Konrad Roßberg († 1921), Gymnasialprofessor in Hildesheim
- Anton Salzmann († 1905), Professor an der Herzogl. Friederikenschule in Bernburg[29]
- Ludwig Sauer († 1914), Professor am Marienstiftsgymnasium in Stettin
- Adolf Schumann (1838–1895), Professor an der Askanischen Oberschule in Berlin
- Richard Staeber († 1869), Lehrer an der Ritterakademie Brandenburg[30]
- Alexander Stillger-Budweg († 1917), Geh. Studienrat, Professor (Freudenstadt)[30]
- August Wilhelm Martin Treplin (1840–1917), evangelischer Theologe und Propst der Propstei Rendsburg

### Weitere Neupreußen
- Alexander Achilles (1833–1900), Reichsgerichtsrat
- Carl von Arnim (1831–1905), Regierungspräsident in Stralsund
- Hans Adolf von Brause (1847–1928), Reformpädagoge
- Eckhart Dietrich (1937–2023), Vorsitzender Richter am Kammergericht
- Otto Gaebel (1837–1906), Präsident des Reichsversicherungsamts
- Friedrich August (1840–1900), Mathematiklehrer in Berlin
- Ferdinand von Hartmann (1842–1907), Generalleutnant
- Georg Heinrici (1844–1915), Theologe
- Ernst Hundt der Ältere (1832–1906), Pfarrer
- Ernst Hundt der Jüngere (1877–1945), Kirchenjurist
- Hermann Kickton (1878–1957), Richter und Paläontologe
- Bernhard Klaus (1913–2008), Theologe, Professor für Praktische Theologie in Erlangen
- Wilhelm Marotzke (1897–1949), Ministerialbeamter
- Christian Martens (1845–1917), Arzt und Stadtrat
- Paul Rehme (1867–1941), Rechtswissenschaftler
- Kurt Riedel (1890–1948), Arzt in Ostpreußen
- Richard Schumann (1837–1897), evangelischer Pastor, MdHdA
- Ludwig Wilhelm Seyffarth (1829–1903), Pfarrer in Liegnitz, Pestalozzi-Kenner, MdHdA

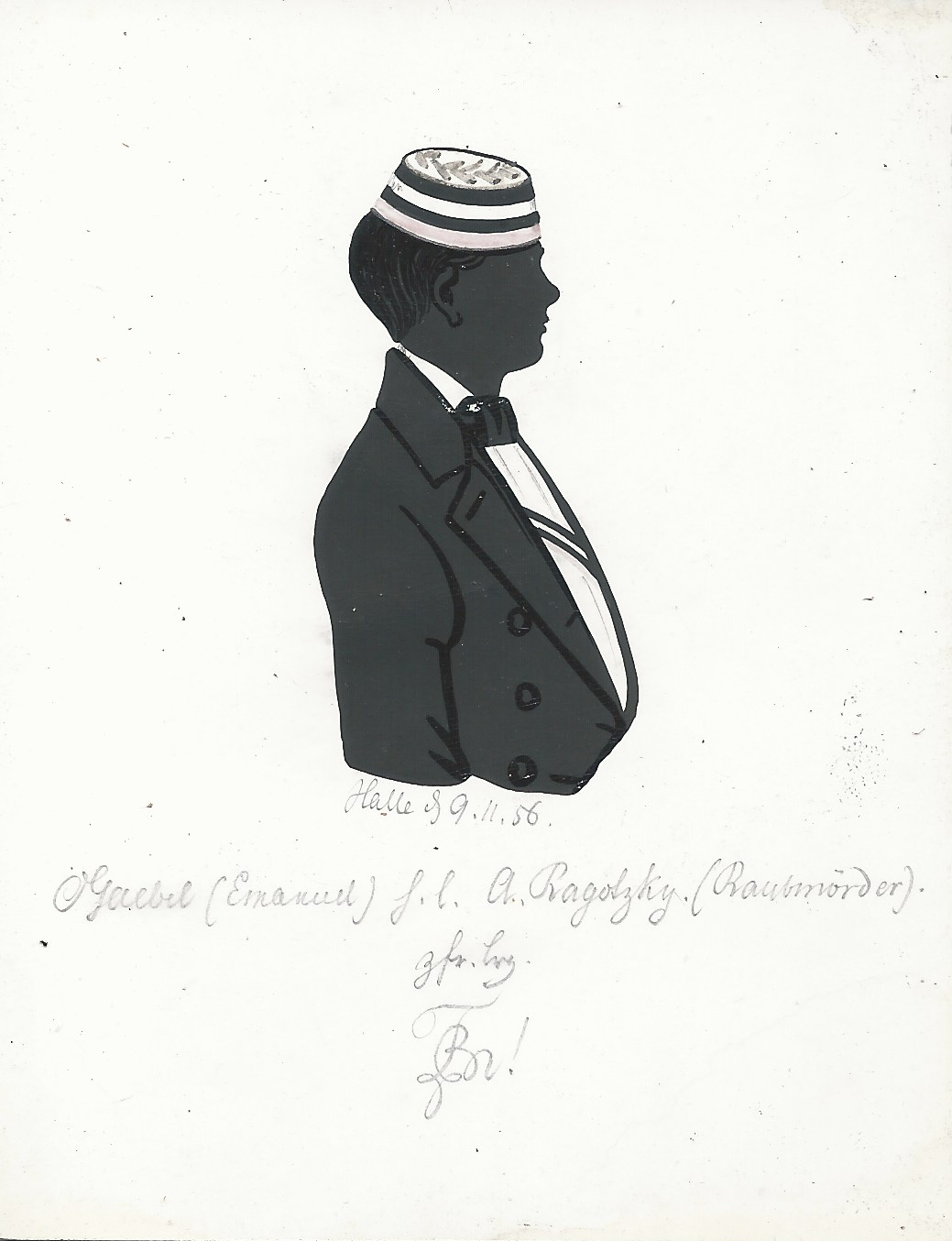
Otto Gäbel
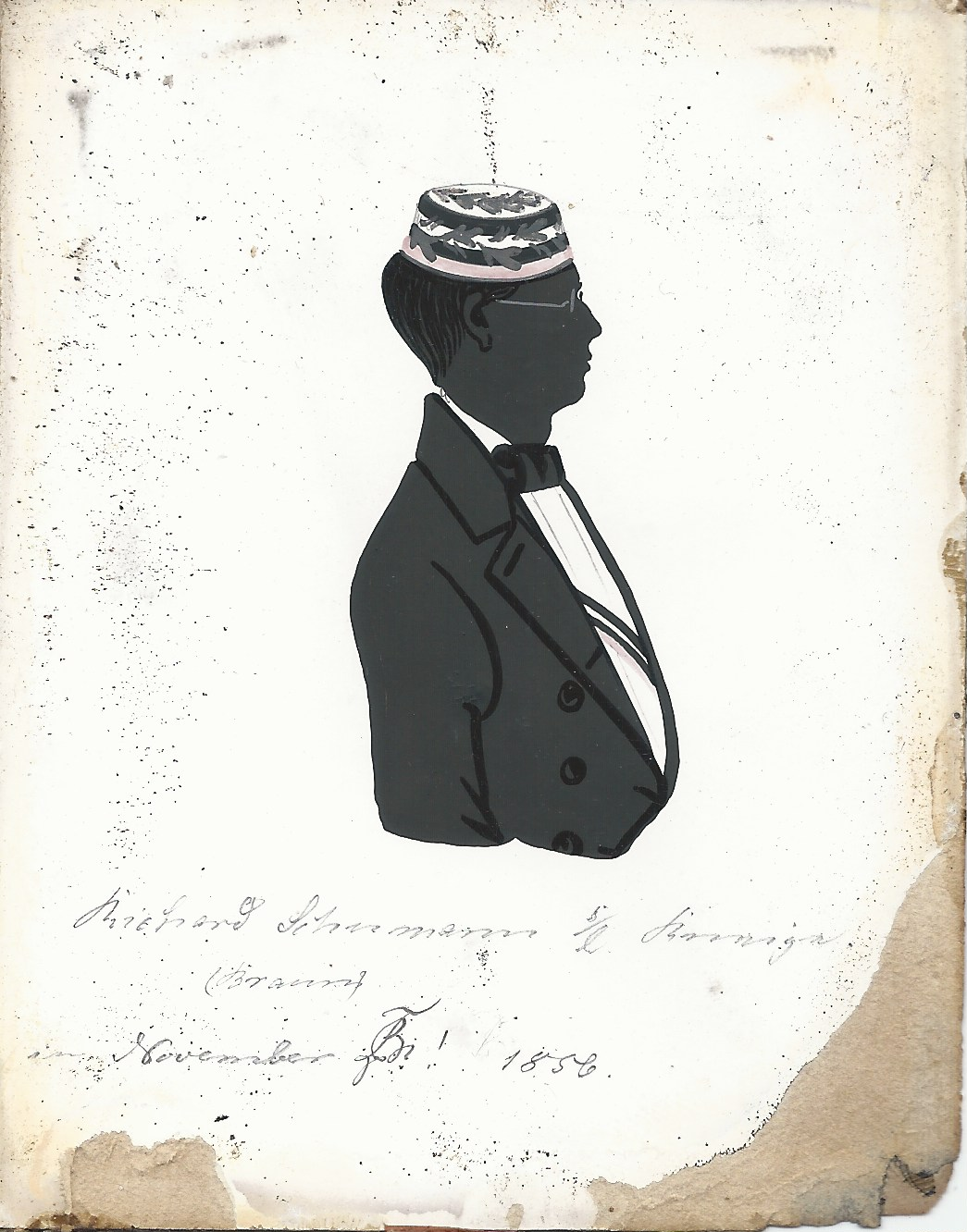
Richard Schumann
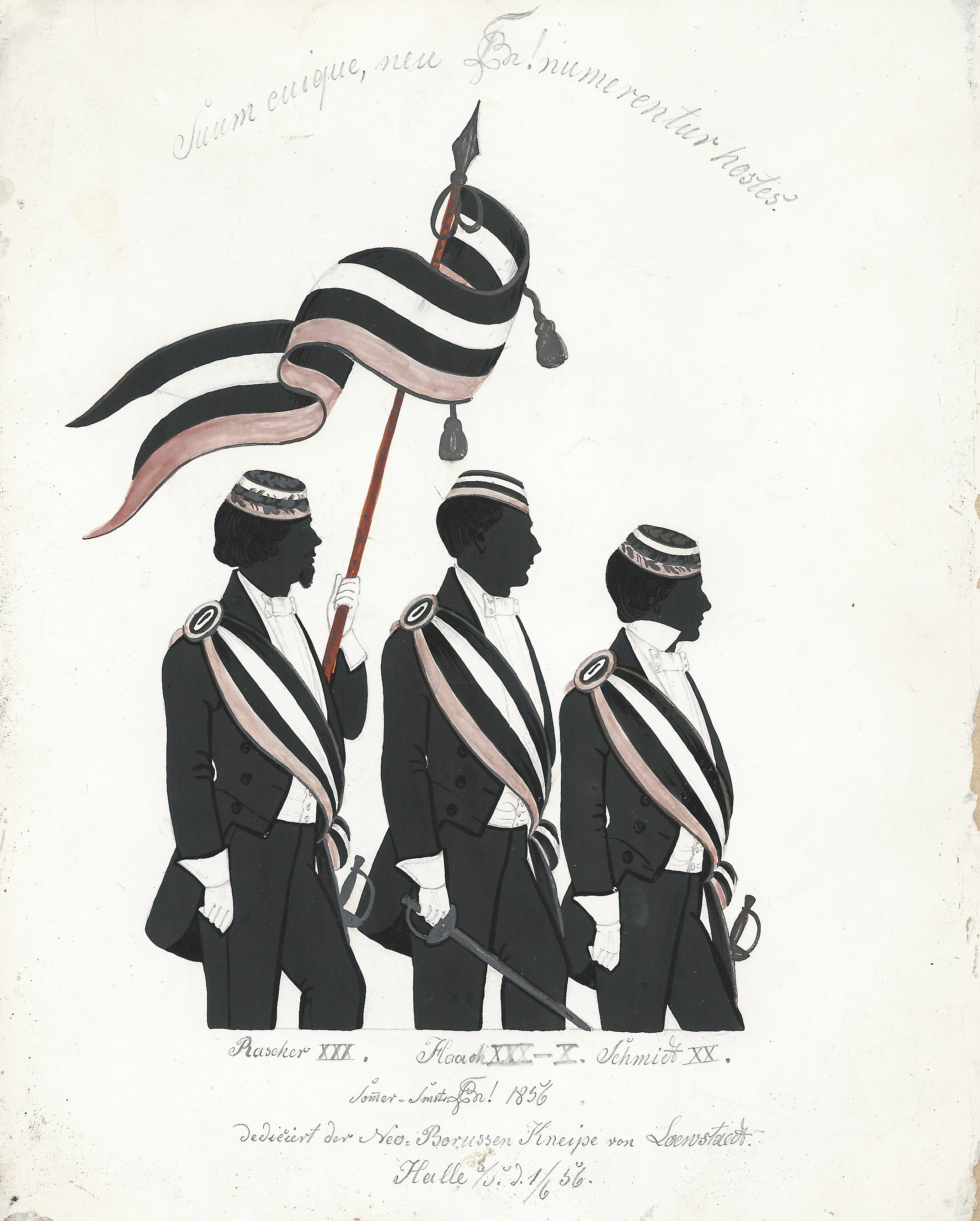
Chargierte des SS 1856
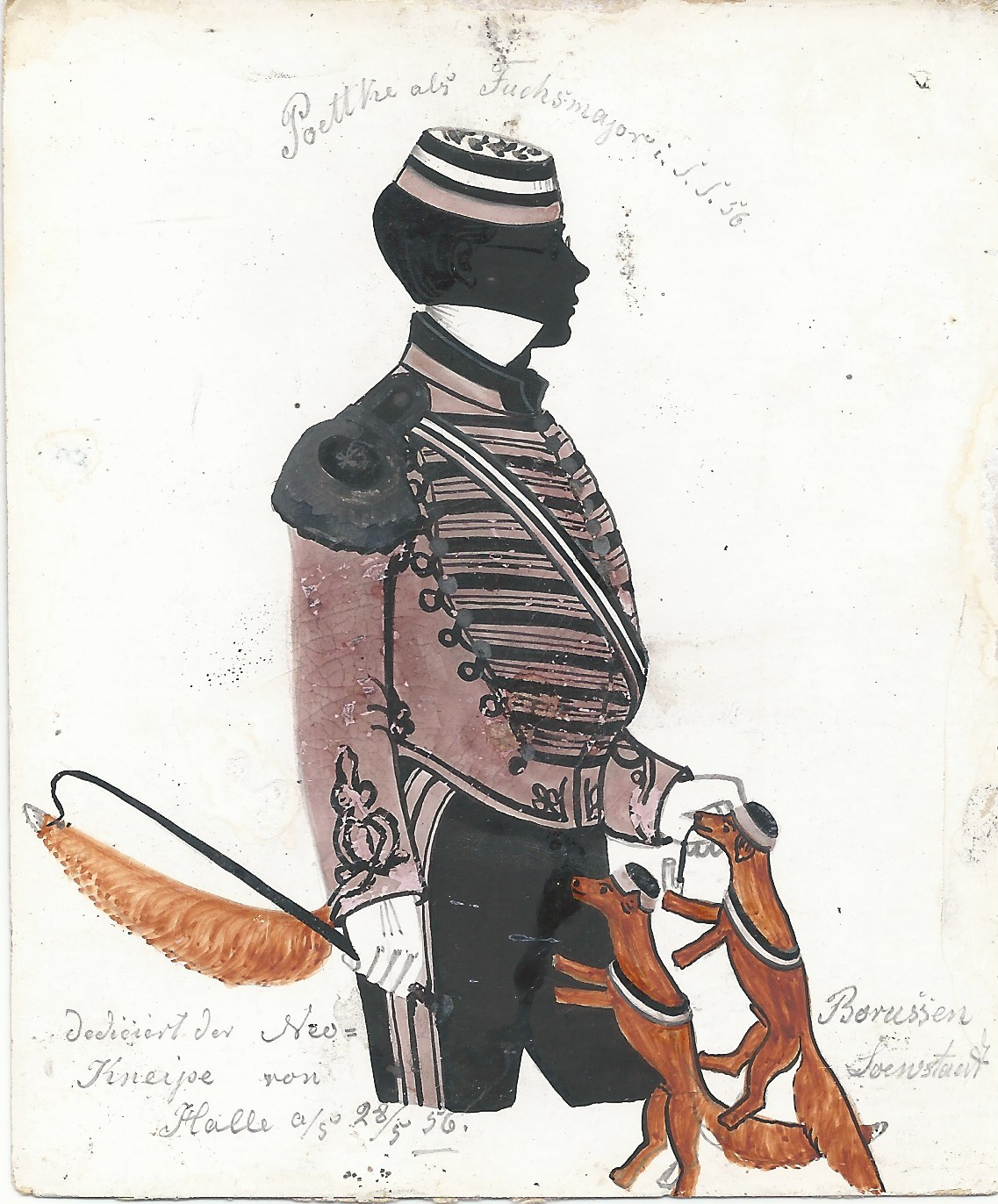
Fuchsmajor Poettke
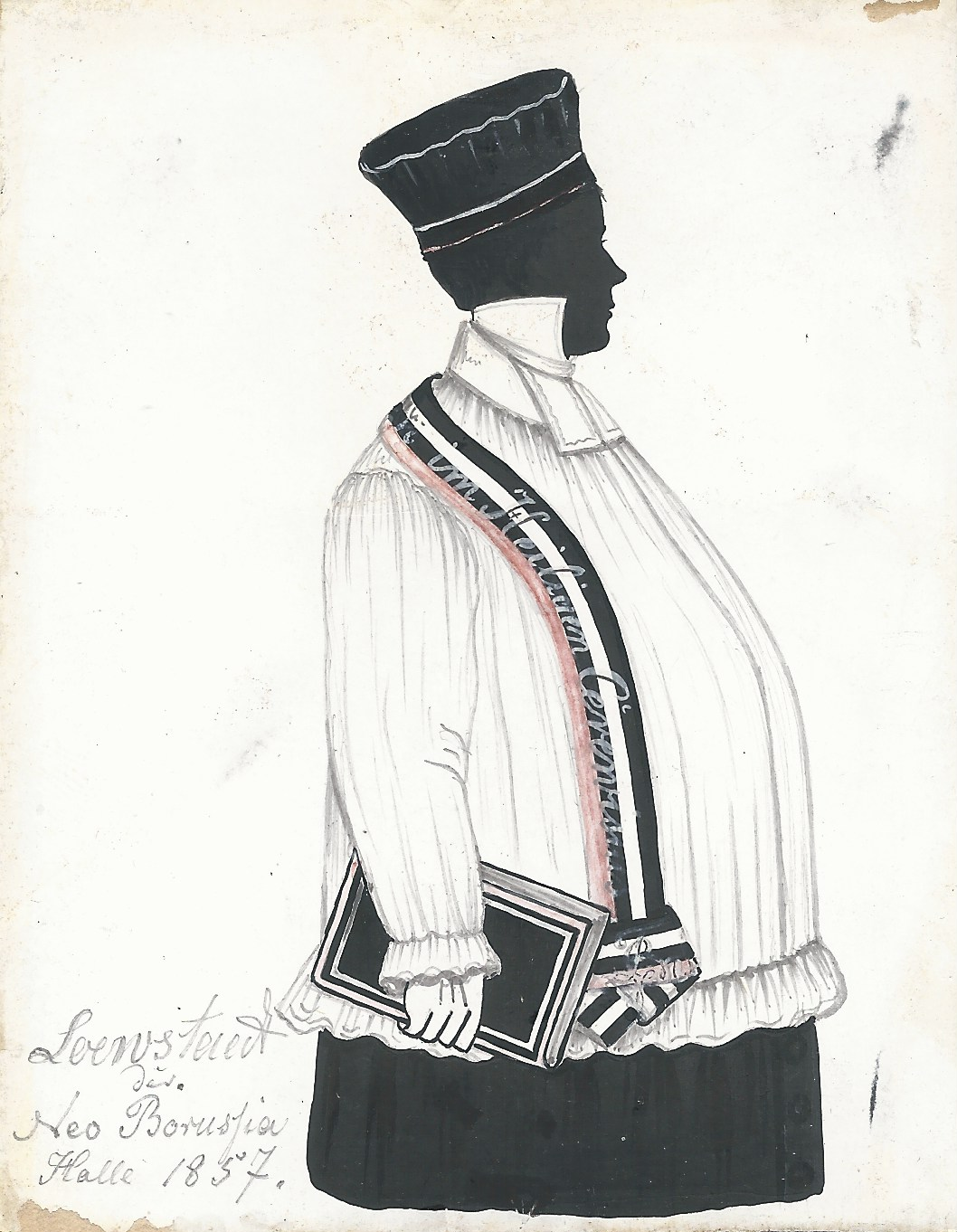
Loewstaedt als Theologe

## Sonstiges
Als Kostbarkeit der Studentengeschichte fand sich 1995 im süddeutschen Antiquitätenhandel ein Stammbuch des Neupreußen Ernst Hundt d. Ä. Es enthält etwa 40 Eintragungen, vor allem aus der Zeit von Januar bis März 1856. Verwahrt wird es von der Zentralen Kustodie der Martin-Luther-Universität Halle-Wittenberg.

## Landsmannschaft Neoborussia Halle zu Freiburg
Am 12. November 1907 zeigten drei Studenten den Behörden an, die Landsmannschaft Neoborussia rekonstituieren zu wollen. Ihre Statuten wurden, nachdem ihnen die Konstitution des Corps verweigert wurde, am 28. Januar 1908 vom Rektor bestätigt. Ab 1913 bestand sie parallel zum gleichnamigen Corps und konnte in den 1920er Jahren ein eigenes Haus in der Wettinerstr. 24 beziehen. Im Zuge der nationalsozialistischen Herrschaft musste sie wie die übrigen Verbindungen in Halle 1936 suspendieren.
Nach dem Krieg wurde sie am 1. November 1963 in Freiburg rekonstituiert, bezog zwei Jahre später ein eigenes Haus und besteht dort als Landsmannschaft im Coburger Convent bis heute. Sie führt auch die meisten durch den Übertritt zum SC gebrochenen Verhältnisse fort und ist Mitglied des Silberkartells (Plavia-Arminia Leipzig, Troglodytia Kiel, Verdensia Göttingen, Saxo-Suevia Erlangen, Thuringia Berlin und Hasso-Borussia Marburg).
Neben dem Silberkartell unterhält die Landsmannschaft Neoborussia Halle zu Freiburg ein Freundschaftsverhältnis zur Akademischen Grenzlandsmannschaft Cimbria Wien, das auf ein Freundschaftsverhältnis zu Normannia Wien aus dem Jahre 1932 zurückgeht.